# 2423 Ibarruri
2423 Ibarruri (1972 NC) là một tiểu hành tinh bay qua Sao Hỏa được phát hiện ngày 14 tháng 7 năm 1972 bởi Zhuravleva, L. ở Nauchnyj. Nó được đặt theo tên Rubén Ruiz Ibárruri.